# Dunlop Sport
Dunlop Sport — международная компания — производитель спортивных товаров. Возникла в Великобритании как часть концерна Dunlop Rubber, специализируясь в частности на производстве мячей для гольфа и лаун-тенниса, теннисных ракеток и туфель. После финансового кризиса и распродажи материнской компании Dunlop Sport (как Dunlop Slazenger) входила в состав конгломерата BTR и финансовой группы CINVen, а в 2016 году была продана японской корпoрации Sumitomo Rubber Industries.

## История
Британская фирма резиновых изделий Dunlop была основана в Дублине в 1889 году (как Pneumatic Tyre and Booth’s Cycle Agency) после того, как Джон Бойд Данлоп запатентовал пневматические шины. Начав свою деятельность с комплектации и установки велосипедных шин (собственное резиновое производство было запущено в начале XX века), компания на протяжении последующих десятилетий расширяла как своё присутствие на международном рынке, так и ассортимент выпускаемых товаров. В 1910 году фирма вышла на рынок спортивных товаров с мячами для гольфа, которые к началу 1920-х годов составляли существенную часть в её производстве. В 1924 году началось производство мячей для лаун-тенниса, а через два года Dunlop приобрела компанию F. A. Davis Ltd., занимавшуюся выпуском теннисных ракеток. После этого расширения в Dunlop Rubber было сформировано отдельное подразделение, занимавшееся спортивными товарами — Dunlop Sports. При этом это подразделение достаточно быстро начало заниматься товарами, изготовленными из других материалов, в частности многослойной фанерой для ободов ракеток. В 1931 году была выпущена ракетка модели Maxply Fort, ставшая одной из самых популярных в истории тенниса. В 1939 году компания Dunlop начала издавать ежегодный теннисный альманах (выходивший до 1958 года).
В 1959 году Dunlop приобрела бренд Slazenger, известный своими мячами (переговоры о слиянии шли ещё в 1920-е годы, но тогда не увенчались успехом). Бренды существовали по отдельности под эгидой одной материнской компании долгое время, пока в 1996 году не был создан единый бренд Dunlop Slazenger. Оборудование марок Dunlop и Slazenger использовали в теннисе Бьорн Борг, Род Лейвер, Джон Макинрой и Штеффи Граф, а в гольфе Бернхард Лангер, Даррен Кларк и Ли Уэствуд. В частности, Макинрой и Граф использовали одну из первых графитовых ракеток в мире — Max 200G. Помимо тенниса и гольфа, торговую марку Dunlop носит также снаряжение для сквоша и бадминтона.
В начале 1980-х годов ряд подразделений компании Dunlop были приобретены за 549 млн фунтов конгломератом BTR; затем в конце 1995 года Dunlop Slazenger была перепродана BTR финансовой группе CINVen за 300 млн фунтов. Новые владельцы столкнулись с серьёзными трудностями в управлении компанией, в которой действовала устаревшая модель менеджмента, а производимые товары под разными брендами конкурировали между собой. В итоге в 2001 году уже CINVen была вынуждена расстаться с Dunlop Slazenger, передав контроль над компанией финансовой группе, возглавляемой Royal Bank of Scotland, с убытком в 70 млн фунтов. В 2004 году компания, накопившая к этом времени 50 миллионов фунтов долга, была снова продана — теперь Майку Эшли, владельцу торговой сети Sports Soccer. С этим владельцем компания Dunlop снова стала приносить прибыль — порядка 4 миллионов в год при объёме продаж, превышающем 40 миллионов. В конце 2016 года была заключена сделка о приобретении Dunlop Sport японской корпорацией Sumitomo Rubber Industries за 137,5 млн долларов.

## Продукция
Торговая марка Maxfli, под которой выпускались мячи для гольфа, была продана отдельно от основного производства в 2002 году. В середине второго десятилетия XXI века основная масса продукции компании выпускается под брендами Dunlop и Srixon. Эта продукция включает в себя снаряжение для тенниса (ракетки и мячи) и гольфа (клюшки и мячи; модели клюшек включают также Cleveland и XXIO).